# 八戸市東陸上競技場
八戸市東陸上競技場（はちのへしひがしりくじょうきょうぎじょう）は、青森県八戸市の東運動公園内にある陸上競技場である。

## 概要
1983年、東運動公園内に完成し1996年に一部改修。主に八戸市内の中学校・高等学校の体育大会で使用されている。社会人サッカーの公式戦会場としても使用されており、ヴァンラーレ八戸がJFLに参入した2014年から2016年までホーム戦を開催したほか、サッカー天皇杯の青森県予選であるNHK杯青森県サッカー選手権大会の決勝戦が開催された。2015年には当競技場で初めての天皇杯公式戦が行われ、ヴァンラーレと仙台大学が1回戦を争った。

## 施設概要
- 所在地：八戸市湊高台8丁目1‐1
- 日本陸上競技連盟第3種公認
- トラック：400m×8レーン（全天候型フルウレタン舗装）
- 収容人数：10,000人（盛土階段式メインスタンド1,000人、他は芝生席9,000人）